# فورسترز بیچ (نیو ساوت ولز)
فورسترز بیچ (به انگلیسی: Forresters Beach) یک حومه شهر در استرالیا است که در City of Gosford واقع شده‌است.